# La Martyre
La Martyre település Franciaországban, Finistère megyében. Lakosainak száma 756 fő (2022. január 1.). La Martyre La Roche-Maurice, Pencran, Ploudiry, Saint-Urbain, Tréflévénez és Le Tréhou községekkel határos.

## Népesség
A település népességének változása:
| Lakosok száma | 509  | 575  | 580  | 730  | 766  | 766  | 751  | 759  | 757  | 756  |
|               | 1968 | 1982 | 1990 | 2006 | 2013 | 2015 | 2017 | 2019 | 2020 | 2022 |